# ラスベガスをやっつけろ
『ラスベガスをやっつけろ』（原題: Fear and Loathing in Las Vegas）は、1998年制作のアメリカ映画である。テリー・ギリアム監督。映画監督のアレックス・コックスが脚本で参加している。および原作となったゴンゾー・ジャーナリストであるハンター・S・トンプソンの同名小説。同名の室矢憲治翻訳版と山形浩生翻訳版の『ラスベガス☆71』がある。
ベニチオ・デル・トロは役のために体重を20キロ増やし、ジョニー・デップはラウルのモデルである原作者ハンター・S・トンプソンの付き人となって彼の仕草や癖をマスターし、髪を剃って彼と同じように禿頭にした。
サウンド・トラックの一部楽曲には布袋寅泰が参加している。

## ストーリー
1971年、ジャーナリストのラウルと、弁護士のドクター・ゴンゾーは取材のためラスベガスへ向かう。彼らは車のトランクいっぱいにドラッグを詰め込み、ラスベガスに到着してからもドラッグ漬けで様々な騒動を起こす。

## キャスト
| 役名                   | 俳優                         | 日本語吹替   | 日本語吹替                                                     |
| 役名                   | 俳優                         | VHS・旧DVD版 | BD・新DVD版                                                    |
| ---------------------- | ---------------------------- | ------------ | -------------------------------------------------------------- |
| ラウル・デューク       | ジョニー・デップ             | 池田秀一     | 平田広明                                                       |
| ドクター・ゴンゾー     | ベニチオ・デル・トロ         | 谷口節       | 山路和弘                                                       |
| ヒッチハイカー         | トビー・マグワイア           | 坪井智浩     | 猪野学                                                         |
| ウェイトレス           | エレン・バーキン             | 相楽恵美     | 深見梨加                                                       |
| ハイウェイ・パトロール | ゲイリー・ビジー             |              |                                                                |
| ルーシー               | クリスティーナ・リッチ       | 佐々木花子   | 小林沙苗                                                       |
| 雑誌記者               | マーク・ハーモン             |              | 堀内賢雄                                                       |
| テレビリポーター       | キャメロン・ディアス         | 園田恵子     | 沢海陽子                                                       |
| ホテルのフロント係     | キャサリン・ハモンド         |              |                                                                |
| L・ロン・バンクイスト  | マイケル・ジェッター         | 水野龍司     |                                                                |
| 見世物小屋の口上師     | ペン・ジレット               |              |                                                                |
| ラセルダ               | クレイグ・ビアーコ           | 津田英三     |                                                                |
| ロード・パーソン       | ライル・ラヴェット           |              |                                                                |
| ヒッピー               | フリー                       |              | 西谷修一                                                       |
| スヴェン               | クリストファー・メローニ     |              | 石狩勇気                                                       |
| 判事                   | ハリー・ディーン・スタントン | 楠見尚己     | 中村和正                                                       |
| 警察本部長             | トロイ・エヴァンス           | 宝亀克寿     | 西村太佑                                                       |
| 本人役                 | デビー・レイノルズ           | 梅田貴公美   |                                                                |
| メイドのアリス         | ジェニット・ゴールドスタイン | 磯辺万沙子   |                                                                |
| 小さなウェイター       | ヴァーン・トロイヤー         |              |                                                                |
| ホテルのフロント係     | グレゴリー・イッツェン       |              |                                                                |
| 蛙の目を持つ女         | ラレイン・ニューマン         |              |                                                                |
| ベルボーイ             | マイケル・ウォーウィック     | 河相智哉     |                                                                |
| その他                 | N/A                          | くわはら利晃 | こねり翔 杉山滋美 宮本克哉 渡邊隼人 後藤光祐 阿川りょう 水越健 |

- VHS・旧DVD版 - 演出：川合茂美、翻訳：伊原奈津子、制作：東北新社
- BD・新DVD版 - 演出：市来満、翻訳：田辺佳子、調整：亀田亮治、録音：スタジオザウルス